# Catedral de la Asunción (Kingstown)
La Catedral de la Asunción  también Catedral de Nuestra Señora de la Asunción o simplemente Catedral de Santa María (en inglés: Cathedral of the Assumption) es el nombre que recibe un edificio religioso afiliado a la Iglesia Católica que se encuentra ubicado en la ciudad de Kingstown, la  capital, ciudad portuaria y el principal centro comercial del país caribeño de San Vicente y las Granadinas en el este de las Antillas Menores.
Su historia se remonta a una primera estructura levantada en etapas desde 1823 aunque el actual edificio fue terminado en la década de 1930, fue declarada concatedral de la diócesis de Bridgetown–Kingston en 1071 y desde 1989 es catedral de Kingstown. Destaca por su arquitectura llamativa que es una combinación de estilos (Morisco, románico, bizantino, veneciano y flamenco) que contrasta fuertemente con el resto de la ciudad.
El templo sigue el rito romano o latino y es la iglesia madre o principal de la diócesis de Kingstown (Dioecesis Regalitanus) que fue creada en 1989 mediante la bula "Diligenter iamdiu" del entonces papa Juan Pablo II.
Se encuentra bajo la responsabilidad pastoral del obispo Gerard County.

## Véase también

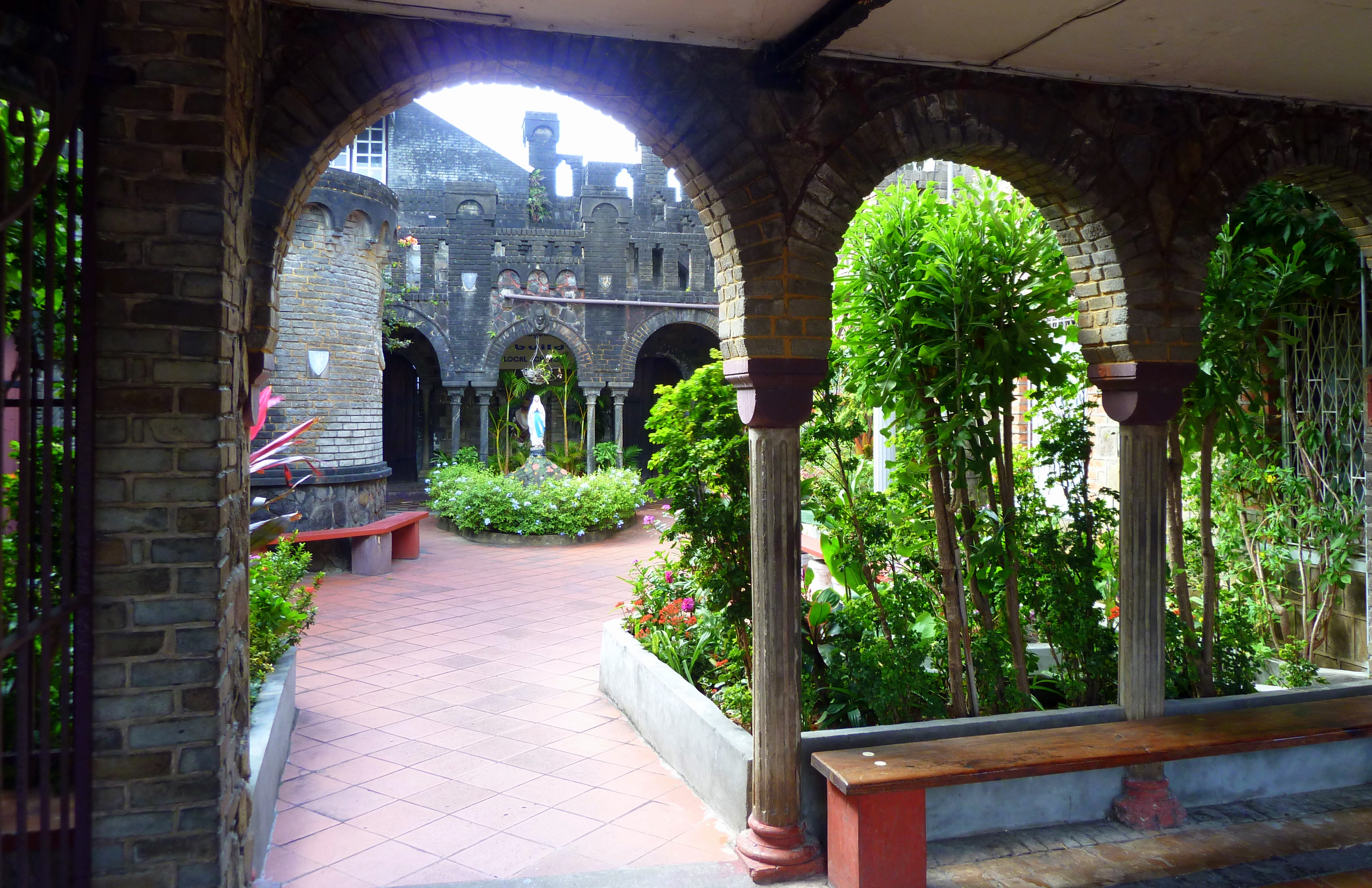
Vista de los jardines de la catedral